# Farní sbor Českobratrské církve evangelické v Podbořanech
Farní sbor Českobratrské církve evangelické v Podbořanech je sborem Českobratrské církve evangelické v Podbořanech. Sbor spadá pod Západočeský seniorát.
Sbor byl založen roku 1952 převážně pobělohorskými reemigranty z polských obcí Zelow a Faustynow, z Volyně z obcí Kupičov a Michalovky. Později byl sbor a jeho okolní obce postižen kolektivizací zemědělství a vystěhováním původních českých obyvatel.
Sbor administruje farář Radek Matuška, kurátorem sboru je Jindřich Kolouch.

## Faráři sboru
- Jan Jelínek (1952–1958, poté odsouzen jako politický vězeň)
- Josef Daniel Beneš (1966–1967, 1969)
- Jaroslav Fér (vikář, 1975–1982)
- Zdeněk Holuša (1985-1991)
- Johannes Pragensis (1991-1992)
- Jana Kadlecová (2004–2013)